# Manfred Müller (Fußballspieler, 1941)
Manfred Müller (* 7. August 1941) ist ein ehemaliger deutscher Fußballspieler, der als Aktiver des MSV Duisburg in den Jahren 1963 bis 1970 in der Fußball-Bundesliga 149 Spiele als Abwehrspieler absolvierte und dabei zwei Tore erzielte.

## Laufbahn
Manfred „Mattes“ Müller gehörte dem Kreis der Spielergeneration Ende der erstklassigen Oberligaära (1960–1963)/Anfang Bundesliga (1963–1970) der „Zebras“ aus dem Stadtteil Meiderich an, die mit Ballgewandtheit, technischem Witz, ausgeprägtem Einsatzwillen und jahrelang gewachsenem Mannschaftsgeist die klassische Handschrift der damaligen Meidericher Jugendarbeit über Jahre vorführten. Nach den Jugendjahren sammelte er in der Meidericher Amateurmannschaft die ersten Erfahrungen im Seniorenbereich und wurde von Verbandstrainer Dettmar Cramer in Auswahlmannschaften des WFV berufen. Im letzten Jahr des alten Oberligasystems, 1962/63, kam er unter dem aus Essen stammenden Trainer Willi Multhaup zu zwölf Einsätzen und konnte damit mithelfen, dass Meiderich mit der Erringung des dritten Ranges für die neue Fußball-Bundesliga zur Debütrunde 1963/64 nominiert wurde. Sein Oberligadebüt hatte der ursprünglich Verteidiger spielende Akteur in der Saison 1960/61 am 22. Spieltag, den 25. Februar 1961, im Lokalderby gegen den Duisburger SV gegeben. Als der MSV 1961/62 den fünften Rang belegen konnte, waren aber für den Nachwuchsspieler keine weiteren Einsätze im Oberligakader gefolgt.
War schon die Bundesliga-Nominierung der „Zebras“ aus Meiderich eine Überraschung, so war die Vizemeisterschaft 1963/64 im Debütjahr der neuen Leistungskonzentration im deutschen Ligafußball eine Sensation. Mit dem neuen Trainer Rudi Gutendorf – er war für den zu Werder Bremen gewechselten Multhaup von Marl-Hüls nach Duisburg gekommen –, den Neuzugängen Heinz Höher, Manfred Manglitz und Helmut Rahn, machten hauptsächlich die Meidericher Eigengewächse Ludwig Nolden, Günter Preuß, Werner Lotz, Hartmut Heidemann, Dieter Danzberg, Werner Krämer, Horst Gecks, Heinz Versteeg und „Mattes“ Müller diesen Erfolg möglich. Johann Cichy und Johann Sabath, zwei weitere Spieler die zum Stammpersonal des Vizemeisters gehörten, stammten aus den Duisburger Stadtteilen Hochheide und Hamborn. Müller kam 1963/64 zu 18 Einsätzen und debütierte am vierten Spieltag, den 14. September 1963 beim mit 1:3 Toren verlorenen Heimspiel gegen Hertha BSC in der Bundesliga. Er bildete dabei zusammen mit Torhüter Manfred Manglitz und den Defensivspielern Johann Sabath, Johann Cichy, Günter Preuß und Ludwig Nolden die Abwehr von Meiderich.
Als der Schalker Altinternationale Hermann Eppenhoff im Weltmeisterschaftsjahr 1965/66 das Trainerzepter in der Ruhrstadt schwang, zog der MSV nach Erfolgen über den VfB Stuttgart, FC Schalke 04, Karlsruher SC und im Halbfinale im heimischen Wedaustadion durch einen 4:3-Erfolg gegen den 1. FC Kaiserslautern in das Finale um den DFB-Pokal 1966 ein. Im Endspiel am 4. Juni in Frankfurt war die junge Mannschaft des FC Bayern München mit Sepp Maier, Hans Nowak, Werner Olk, Franz Beckenbauer, Rainer Ohlhauser, Gerd Müller und Dieter Brenninger vor 62.000 Zuschauern der Gegner. Rüdiger Mielke, die junge Torjägerhoffnung aus der Wedau, brachte in der 28. Minute die „Zebras“ mit einem Drehschuss mit 1:0 in Führung. Hartmut Heidemann egalisierte mit einem verwandelten Foulelfmeter in der 72. Minute die 2:1-Führung der Münchner. „Mattes“ Müller, auf der Stopperposition agierend, konnte aber im Verbund mit Heidemann, Sabath, Lotz und Michael Bella zwei weitere Treffer der Bayern nicht verhindern, die mit 4:2 Toren den Pokal nach München holten.
Als der Ungar Gyula Lóránt 1967/68 sein strenges Regiment bei der Mannschaft des MSV praktizierte, lagen die Meidericher nach der Herbstrunde mit 20:14 Punkten – punktgleich mit Mönchengladbach (2.), 1860 München (3.), Bayern München (5.) – auf dem vierten Rang. Am Rundenende rangierte der von Meidericher SV in MSV Duisburg umbenannte Verein mit 36:32 Zählern auf dem siebten Rang. In den zwei folgenden Spieljahren ging es mit Trainer Robert Gebhardt in der Tabelle nach unten, 1969/70 reichte es gerade noch mit dem 15. Tabellenplatz knapp zum Klassenerhalt. Manfred Müller kam in dieser Runde nur noch auf 15 Einsätze. Sein letztes Bundesligaspiel bestritt er am 3. Mai 1970 bei der 2:3-Auswärtsniederlage bei Alemannia Aachen. Die MSV-Abwehr formierte sich an diesem Tag mit Torhüter Dietmar Linders und den Verteidigern Hartmut Heidemann, Michael Bella, Detlef Pirsig und „Mattes“ Müller. Nach 149 Bundesligaspielen mit zwei Toren siedelte er im Sommer 1970 nach Belgien über, wo er für den KFC Diest und den KFC Lokeren spielte und 1975 seine sportliche Laufbahn beendete.
In späteren Jahren war er als Trainer im Amateurbereich tätig.